# Acción Empresarial Contra la Falsificación y la Piratería
BASCAP es el acrónimo de Acción Empresarial Contra la Falsificación y la Piratería (en inglés Business Action to Stop Counterfeiting And Piracy), una plataforma operativa fundada por la Cámara Internacional de Comercio que pone en contacto a todos los sectores empresariales y supera las fronteras nacionales, uniéndolos para asegurar que los gobiernos y el público escuchan su mensaje con claridad.

## Método
Más de 130 empresas y asociaciones se han implicado activamente en un conjunto de proyectos diseñados para derrotar a la piratería e incrementar la conciencia pública y política de la amenaza económica y social que representa esta actividad ilegal. BASCAP utiliza la red global de medios de la Cámara Internacional de Comercio y la estructura de sus nacionales para difundir este mensaje.
BASCAP fue puesta en marcha en 2004 por el entonces presidente de la Cámara Internacional de Comercio, Jean-Rene Fourtou, junto con el presidente de EMI, Eric Nicoli, que hoy copreside el Grupo de Líderes Globales de BASCAP, recientemente constituido, que está formado por altos ejecutivos procedentes de la red de la Cámara Internacional de Comercio que comparten este interés, y que representan a los sectores afectados por este problema. 
Las razones esgrimidas por BASCAP incluyen:
- La salud y la seguridad de los consumidores están amenazadas, especialmente por la producción falsa -y ampliamente propagada- de medicamentos y recambios de aviones y automóviles.
- Los gobiernos soportan buena parte del coste financiero debido a la pérdida de impuestos.
- Desalienta los esfuerzos en investigación y desarrollo.
- Datos recientes de Interpol muestran que la piratería y las falsificaciones se emplean de modo creciente para financiar al crimen organizado.

BASCAP está preparada para llevar a cabo un continuado esfuerzo que acabe con esta plaga. En su papel de única organización empresarial con un enlace realmente global, la Cámara Internacional de Comercio está bien situada para llevar la lucha contra la falsificación hasta el nivel exigido para que su acción sea efectiva.

## El Plan de Acción de BASCAP
Líderes de algunas de las empresas más importantes del planeta se reunieron en Londres en octubre de 2005 bajo el paraguas de BASCAP y se comprometieron a llevar la lucha contra el robo de la propiedad intelectual al más alto nivel internacional.
El plan de acción inicial del grupo incluye el trabajo con líderes gubernamentales y con organismos intergubernamentales para crear un conjunto de índices clave de falsificación y piratería. El grupo mostrará donde los países pueden centrar sus esfuerzos o su atención política y reconocerá a los gobiernos que hagan progresos contra la piratería. Creará un centro de intercambio de información con actividades útiles para todo el mundo. Una campaña pública pretende que se tome conciencia para que los redactores de políticas comprendan los costes totales, sociales y económicos, de la falsificación y la piratería. Los consumidores deberían estar mejor informados.
En noviembre de 2005 la Cámara Internacional de Comercio se alió con la Organización Mundial de las Aduanas, Interpol y la Organización Mundial de la Propiedad Intelectual para organizar el segundo Congreso Mundial para combatir la falsificación y la piratería. El Secretario General de la CCI, Guy Sebban, exhortó a los gobiernos y a las agencias internacionales para que incrementaran sus esfuerzos y controles fronterizos en la lucha contra el creciente "delito del siglo".